# Microtrigonia marsupialis
Microtrigonia marsupialis is een libellensoort uit de familie van de korenbouten (Libellulidae), onderorde echte libellen (Anisoptera).
De wetenschappelijke naam Microtrigonia marsupialis is voor het eerst geldig gepubliceerd in 1903 door Förster.